# Низинний фінбош та реностервельд
Низинний фінбош та реностервельд (ідентифікатор WWF: AT1202) — афротропічний екорегіон середземноморських лісів та чагарників, розташований на південному заході Південно-Африканської Республіки. Він є частиною Капського регіону, одного з найбільш біорізноманітних регіонів планети.

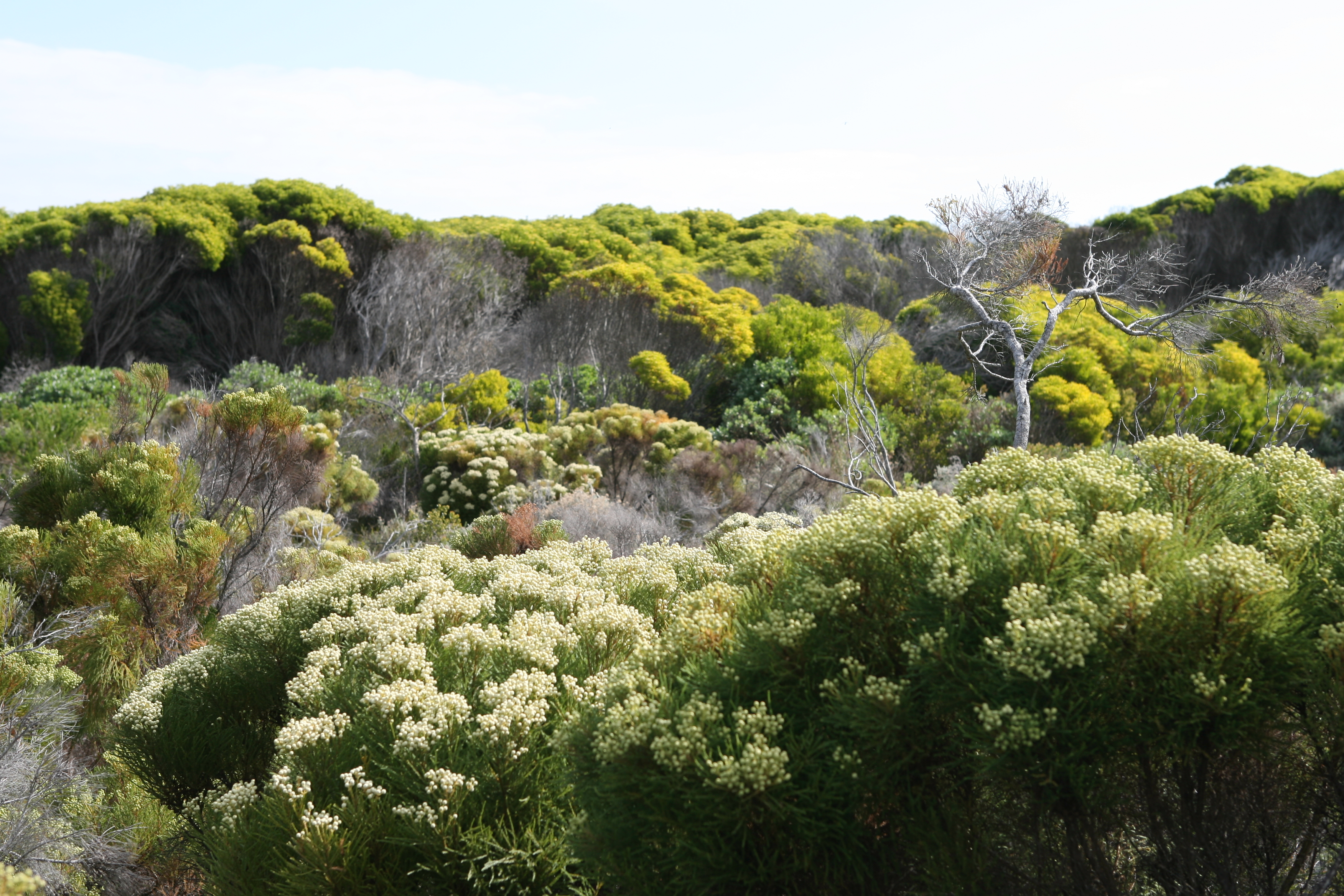
Зарості фінбошу на Капському півострові

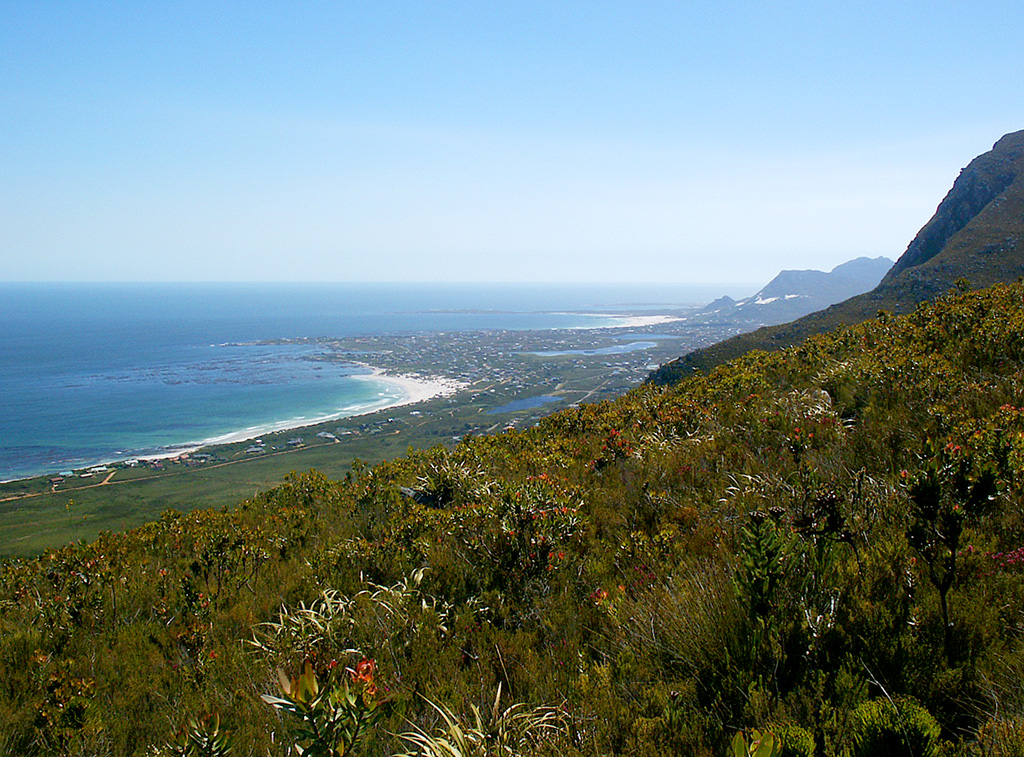
Фінбош на узбережжі поблизу містечка Беттіс-Бей

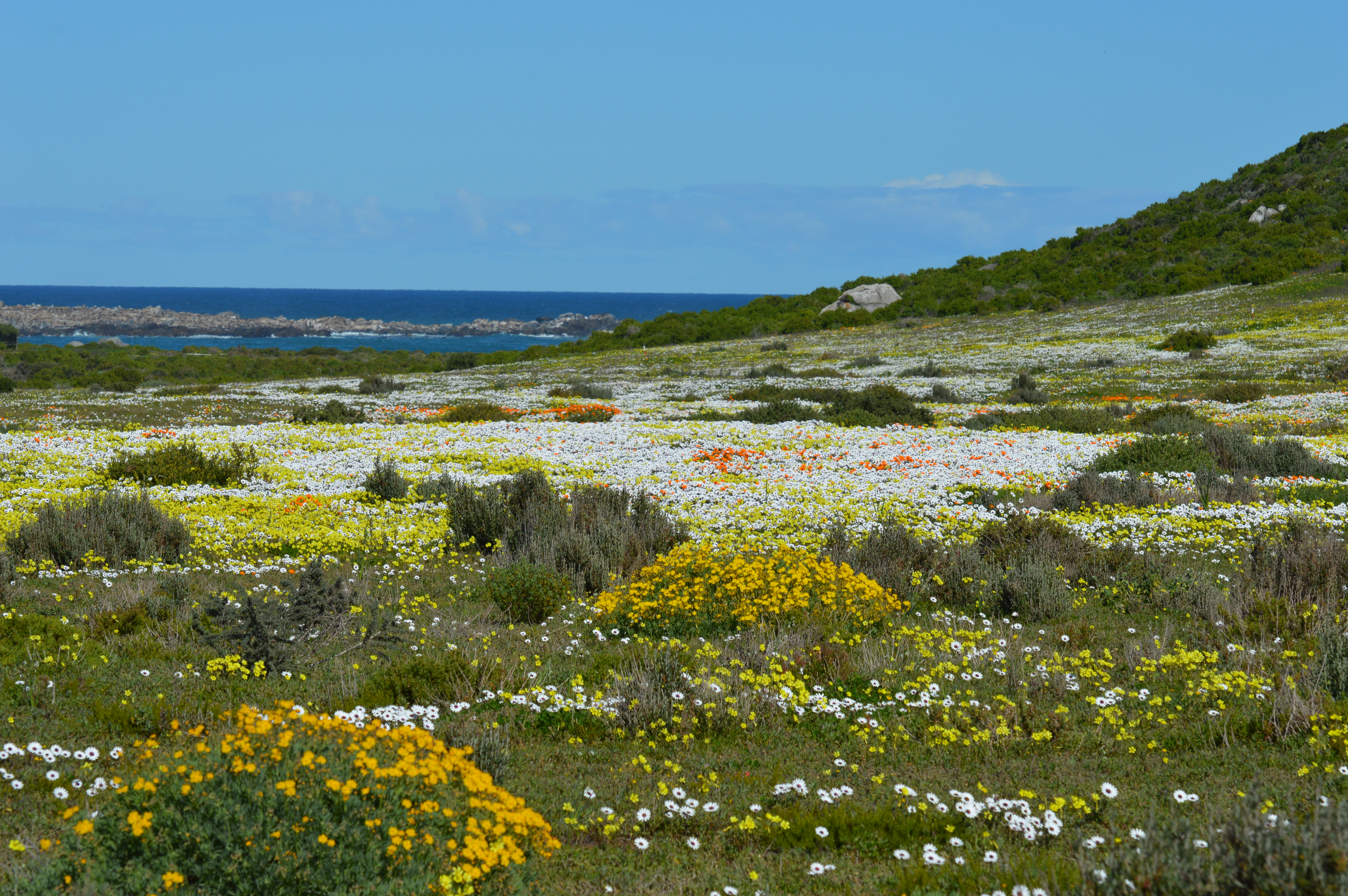
Квітучий фінбош в Національному парку Західного узбережжя

## Географія
Екорегіон гірського фінбошу та реностервельду переважно розташований в межах Західнокапської провінції Південно-Африканської Республіки, а також на південному заході Східнокапської провінції. Він охоплює низинні райони Капського регіону, розташовані на висоті до 300 м над рівнем моря, зокрема міжгірські долини Капських гір, тоді як в самих Капських горах поширений гірський фінбош та реностервельд. Обидва екорегіони фінбошу та реностервельду легко відрізнити від сусідніх екорегіонів за кліматом, ґрунтами та рослинним покривом. Ці екосистеми, рослинний покрив яких представлений дрібнолистими вічнозеленими чагарниками, пов'язані з частими пожежами та здебільшого неродючими ґрунтами, опади в них випадають переважно взимку, а їх середньорічна кількість коливається від 250 до 2000 мм. Прилеглий екорегіон Сукулент-Кару, рослинний покрив якого представлений карликовими сукулентними чагарниками, характеризується більш посушливим кліматом, тоді як екорегіон хащів Олбані, рослинний покрив якого представлений склерофільними та напівсукулентними чагарниками, розташований у захищених від пожеж долинах на сході Капського регіону, де більшість опадів випадає влітку. Також екорегіон низинного фінбошу та реностервельду межує з екорегіоном гірських лісів Книсни та Аматоле, який розташований на півдні Капського регіону і пов'язаний з великою кількістю опадів (понад 800 мм), що йдуть протягом всього року, та з особливостями рельєфу, що забезпечують захист від пожеж.
З геологічної точки зору основу екорегіону складають ордовицько-девонські осадові породи Капської супергрупи, у якій кварцитові пісковики Столової та Віттеберзької груп чергуються з дрібнозернистими сланцями Боккевельдської групи. Ці породи накопичувалися у осадовому басейні разом з метаосадовими породами, що належали до груп Мальмсбері, Канго, Каайманс та Гамтоос віком один мільярд років. Рифтогенез, пов'язаний з розпадом Гондвани, оголив ці породи та призвів до формування складчастого поясу Капських гір, однак з того часу регіон залишався відносно стабільним. Протягом подальшого періоду ерозія стерла колись надзвичайно високі форми рельєфу, перетворивши їх на сучасні стійкі кварцитово-пісковикові гори, водночас призвівши до нового етапу осадонакопичення в розломних басейнах, особливо у крейдовому періоді. М'які сланці Капської супергрупи та залишки крейдових відкладів сформували низькі долини та горбисті рівнини, що примикають до стрімких гір. Основу прибережних рівнин регіону складають третинні вапняки, плейстоценові піски та голоценові дюни.
Екорегіон низинного фінбошу та реностервельду складається з дев'яти фізико-географічних регіонів:
- Західне узбережжя представлене горбистою рівниною, що лежить на висоті від 0 до 300 м над рівнем моря, і простягається від рівнини Кейп-Флетс[en] до річки Оліфантс[en], яка утворює північну межу екорегіону. Біля узбережжя Атлантичного океану переважають кислі піщані ґрунти, еолові піски та вапняки, а у внутрішніх районах — мальмсберійські сланці. Також в субрегіоні зустрічаються відслонення інтрузивних капських гранітів. Опади випадають включно взимку, а їх кількість коливається від 200 мм на півночі до 500 мм на півдні.
- Теплий Боккевельд — невелика міжгірська улоговина з центром у місті Сірес[en], що лежить на висоті від 500 до 600 м над рівнем моря. Основу субрегіону складають капські сланці, а середньорічна кількість опадів коливається від 300 до 500 мм, які випадають переважно взимку.
- Елгінська улоговина — ще одна невелика міжгірська улоговина з центром у місті Елгін[en], що лежить на висоті від 250 до 350 м над рівнем моря. Основу субрегіону складають капські сланці, а середньорічна кількість опадів коливається від 500 до 750 мм, які випадають переважно взимку.
- Агульяська рівнина охоплює південно-західну частину прибережних низовин екорегіону, і простягається від півострова Денджер-Пойнт[en] на схід до річки Гауріц[en]. Цей субрегіон включає мис Агульяс або Голковий, найпівденнішу точку Африки, а також інші горбисті піщані та гравійні прибережні рівнини. Його основу складають вапняки та вапнякові дюни. Середньорічна кількість опадів на Агульяській рівнині коливається від приблизно 600 мм на заході, де вони випадають переважно взимку, до менш ніж 400 мм над сході, де вони більш рівномірно розподілені протягом року.
- Долина річки Бріде з центром у місті Вустер[en] представляє собою міжгірський рифтовий басейн, що лежить на висоті від 250 до 350 м над рівнем моря. Значна частина долини вкрита алювіальними відкладами, передусім гравієм та пісками, а уздовж схилів долини зустрічаються відслонення капських сланців. Середньорічна кількість опадів тут коливається від 250 до 350 мм, більшість з яких випадають взимку.
- Південне узбережжя представлене горбистою рівниною, що лежить на висоті від 150 до 400 м над рівнем моря, і простягається від Каледона[en] на заході до Мосселбая на сході. Основу рівнин субрегіону складають капські сланці, а пагорбів — сількрети[en] та феррікрети[en]. Подекуди зустрічаються відслонення крейдових осадових порід та невисокі пагорби, складені з капських пісковиків. Середньорічна кількість опадів на південних прибережних рівнинах коливається від 300 до 500 мм. На заході вони випадають переважно взимку, однак на сході вони йдуть протягом всього року.
- Малого Кару[nl] — міжгірська улоговина, з усіх боків оточена Капськими горами. Екорегіон низинного фінбошу та реностервельду охоплює сланцеві пагорби та рівнини, розташовані на південних та східних окраїнах Малого Кару, які лежать  на висоті від 400 до 1000 м над рівнем моря. Середньорічна кількість опадів тут коливається від 250 до 400 мм, які випадають протягом всього року.
- Лангклуф[en] — міжгірська долина, розташована на південному сході Капського регіону, на висоті від 600 до 700 м над рівнем моря. Основу субрегіону складають сланці та пісковики, а середньорічна кількість опадів коливається від 400 до 650 мм, які випадають протягом всього року.
- Південно-східне узбережжя є відносно складним у топографічному плані. Воно простягається від регіону Ціцікамма[en] на схід до міста Гебеха, що лежить на крайньому сході екорегіону. Субрегіон охоплює долини та рівнини, основу яких складають сланці та конгломерати, пісковикові гірські схили, піщані рівнини та прибережні піщані дюни. Висота південно-східних прибережних рівнин коливається від 0 до 500 м над рівнем моря, хоча більша частина субрегіону лежить на висоті від 100 до 200 м над рівнем моря. Середньорічна кількість опадів тут коливається від 400 до 650 мм, які випадають протягом всього року.

В межах Капського регіону розташовані п'ять основих річкових басейнів. Усі річки, які протікають через територію екорегіону, беруть початок у Капських горах і є важливим середовищем існування для ендемічних прісноводних риб, а також важливими міграційними шляхами. Вони спряють обміну флори і фауни між прибережними та внутрішніми районами Південної Африки. На північному заході регіону, протікає річка Оліфантс, яка бере початок в горах Великого Свартбергу, тече на захід та впадає в Атлантичний океан, формуючи північний кордон екорегіону. Більша частина екорегіону лежить в басейні річки Берг, яка впадає в затоку Святої Єлени поблизу міста Фелддріф. Найбільшою річкою регіону, що впадає в Індійський океан, є Бріде. Вона протікає повз місто Вустер та впадає в океан біля Вітсанда. Річка Гауріц утворюється при злитті Гамки та Оліфантса і разом з притокою Гроот тече на південь, розділяючи Малий Кару навпіл, та впадає в Індійський океан. На крайньому сході екорегіону протікає річка Гамтоос, яка утворюється при злитті Куги, Бавіансклуфа та Гроота та впадає в Індійський океан.

## Клімат
На більшій частині екорегіону переважає напівпустельний клімат (BSh за класифікацією кліматів Кеппена), а на заході регіону — середземноморський клімат (Csb за класифікацією Кеппена). Середньорічна кількість опадів в регіоні коливається від 300 до 750 мм. В області середземноморського клімату, західніше Голкового мису, опади випадають переважно взимку. Зимові дощі пов'язані з холодними атмосферними фронтами, що формуються в циркумполярній системі західних вітрів. На схід від області середземноморського клімату розподіл опадів менш сезонний. Постфронтальні явища, пов'язані з надходженням вологих повітряних мас з відносно теплого Індійського океану, призводять до того, що дощі йдуть протягом всього року, з піками навесні та восени. Середні температури екорегіону помірні: заморозки трапляються рідко, а максимальні літні температури рідко перевищують 30 °C, за винятком внутрішніх долин. Прибережні райони зазвичай вітряні, особливо влітку, коли дмуть південно-східні пасати. На західному узбережжі екорегіону, яке перебуває під впливом холодної Бенгельської течії, часто трапляються тумани.

## Флора
Рослинний покрив екорегіону представлений фінбошем та реностервельдом. Склерофільні, вічнозелені, вразливі до пожеж чагарники фінбошу розділяють на чотири типи: рестієвий, вересовий, протеєвий та геофітний. У рестієвому фінбоші переважають вічнозелені очеретоподібні рослини з родини рестієвих (Restionaceae), наявність яких є унікальною діагностичною ознакою фінбошу. У вересовому фінбоші переважають дрібнолисті чагарники з родини вересових (Ericaceae) заввишки 0,5-2 м, завдяки яким фінбош стає зовні подібним до вересових пустищ. У протеєвому фінбоші переважають представники гондванської родини протеєвих (Proteaceae), які відомі своїм ефектним цвітінням і висотою. Протеєві кущі можуть досягати 2-4 м у висоту і є найвищими рослинами фінбошу. Нарешті, у геофітному фінбоші переважають цибулинні рослини та інші геофіти. Ці рослини найбільше помітні після пожеж, а також вирізняються привабливими квітами, внаслідок чого цінуються як декоративні рослини. Фінбош процвітає на прибережних рівнинах екорегіону, де зустрічається на вилугованих еолових пісках, на ванякових пісках та на прибережних дюнах, бідних на поживні речовини.
Реностервельд, назва якого з африкаансу означає "носороговий вельд", що вказує на нього, як на історичне середовище проживання чорних носорогів (Diceros bicornis), є другим за поширенням типом рослинності регіону. На відміну від фінбошу, у реностервельді відсутні представники родини рестієвих (Restionaceae), а протеєві (Proteaceae) зустрічаються вкрай рідко. Цей тип рослинності складається з невисокого (1-2 м заввишки) чагарникового ярусу, в якому домінують носорогові кущі (Elytropappus rhinocerotis) з родини айстрових (Asteraceae) та різноманітні чагарники з родини вересових (Ericaceae), та з трав'янистого ярусу, який складається з трав та сезонно активних геофітів. Реностервельд поширений на прибережних рівнинах та у внутрішніх долинах, де росте на дрібнозернистих ґрунтах, материнською породою для яких виступають сланці, у місцевостях, де середньорічна кількість опадів коливається від 250 до 650 мм. Зі збільшенням вологості реностервельд переходить у фінбош, а зі зменшенням — у чагарники сукулентного кару.
В межах екорегіону виділяють вісім основних рослинних угруповань:
- Піонерна дюнна рослинність є азональним угрупованням, пов'язаним з рухомими пісками, що зустрічаються в прибережних районах по всьому екорегіону. Вона представлена відкритими, розкиданими, здебільшого напівсукулентними чагарниками та травами, більшість з яких належить до широко поширених видів.
- Мозаїка фінбошу та хащів представлена сумішшю вересових та рестієвих чагарників, характерних для фінбошу, та великолистих субтропічних чагарників, зокрема кассін[en] (Cassine spp.) та мейтенесів[en] (Maytenus spp.) з родини бруслинових (Celastraceae), сідероксилонів[en] (Sideroxylon spp.) з родини сапотових (Sapotaceae) та сумахів з родини фісташкових (Anacardiaceae). Це угруповання зустрічається на вапнякових прибережних пісках по всьому екорегіону.
- Піщаний фінбош має типову для фінбошу структуру з протеєвими чагарниками, що складають верхній ярус, та з вересовими і рестієвими рослинами, що складають нижній ярус. Він поширений на еолових піщаних рівнинах Західного узбережжя та Агульяської рівнини.
- Вапняковий фінбош також має типову для фінбошу структуру. Він пов'язаний з третинними вапняками Агульяської рівнини. У вапняковому фінбоші зустрічаються численні ендемічні кальцефіли.
- Мозаїка фінбошу та реностервельду зазвичай пов'язана з ґрунтами, материнською породою для яких виступають сланці, і особливо часто зустрічається там, де в ґрунтовому профілі присутній сількретовий чи феррікретовий матеріал, та серед відповідних залишкових відслонень. Реностервельд часто розвивається в результаті деградації фінбоша через перевипас або часті пожежі, що повторюються через неприродно короткі проміжки часу. Мозаїка фінбошу та реностервельду є основним рослинним угрупованням в Елгінській улоговині та в долині річки Бріде, а також часто зустрічається на західному та південно-східному узбережжях, на Агульяській рівнині та в долині Лангклуф.
- Прибережний реностервельд, який характеризується домінуванням трав'янистого компоненту, зустрічається на західному та південно-східному узбережжях Капського регіону. Різновид прибережного реностервельду, поширений на західному узбережія, характеризується переважанням трав, що ростуть взимку, та особливо високим різноманіттям цибулинних рослин, а різновид, поширений на південно-східному узбережжі, характеризується переважанням трав, що ростуть влітку, та меншим різноманіттям геофітів.
- Внутрішній реностервельд поширений у більш посушливих внутрішніх басейнах Теплого Боккевельду та Малого Кару, на ґрунтах, материнською породою для яких виступають сланці. Трав'яний покрив тут нижчий, ніж в прибережному реностервельді, а ступінь покриття та різноманіття сукулентів вище, що свідчить про перехід до Сукулент-Кару.

У флористичному і структурному плані різниця між низинними та гірськими формами фінбоша і реностервельда слабка. У багатьох випадках спостерігається більша біологічна подібність між сусідніми низовинами та горами, ніж між віддаленими гірськими масивами або рівнинами. Існують винятки, зокрема у випадку вапнякових прибережних субстратів, коли біологічна подібність у рослинних угруповань, поширених в цих місцевостях, залишається відносно високою, незважаючи на значні географічні градієнти. Основними факторами, за яким розділяють гірські та низинні екорегіони фінбошу та реностервельду, є відміності в геологічній історії, кліматичних умовах та рівнях загроз. 
Екорегіони гірського та низинного фінбошу та реностервельду разом складають близько 80 % Капського флористичного регіону, найменшого з шести флористичних царств світу. Площа Капського регіону становить близько 90 000 км², що співставно з площею Португалії чи Малаві, однак на цій території росте понад 9000 видів рослин, з яких майже 6000 видів (69 %) є ендемічними, а 1435 видів (16 %) внесені до Червоної книги ПАР. В Капському регіоні зустрічається 7 ендемічних родин та 160 ендемічних родів рослин. Вражаючою особливістю флори регіону є велика диверсифікація деяких таксонів: тут зустрічаються 526 із понад 740 видів роду Еріка (Erica) та 69 із 112 представників роду Протея (Protea). Регіон є центром різноманіття для ерік (Erica spp.), аспалатусів (Aspalathus spp.) та ще для 11 родів, понад 100 представників кожного з яких ростуть в Капському регіоні. Співвідношення кількості видів, поширених в регіоні, до загальної кількості представників роду для цих родів становить 9,1, що є одним з найвищих показників у світі, більш типовим для ізольованої острівної біоти.
В екорегіонах гірського та низинного фінбошу та реностервельду зустрічається близько 7000 видів рослин. Регіональне флористичне різноманіття тут є одним з найвищих в усьому світі, за винятком деяких тропічних дощових лісів. Усі регіони середземноморських лісів та чагарників визнані гарячими точками біорізноманіття, однак біорізноманіття Капського регіону є у 1,7 рази вищим, ніж біорізноманіття Південно-Західної Австралії, у 2,2 рази вищим, ніж біорізноманіття Середземномор'я та Середземноморської Каліфорнії та у 3,3 рази вищим, ніж біорізноманіття середземноморського регіону Чилі. Високе регіональне флористичне різноманіття є наслідком високої зміни видового складу рослинних угруповань вздовж екологічних градієнтів (бета-різноманіття) та значної зміни видового складу між еквівалентними оселищами вздовж географічних градієнтів (гамма-різноманіття). Серед характерних рис флори Капського регіону, у порівнянні з флорами інших середземноморських регіонів світу, слід відзначити надзвичайне різноманіття геофітів: у гірському та низинному фінбоші та реностервельді зустрічається близько 1500 видів геофітних рослин, більшість з яких належать до родин Півникові (Iridaceae), Зозулинцеві (Orchidaceae), Холодкові (Asparagaceae) та Амарилісові (Amaryllidaceae). Також характерною рисою капської флори є відносно низьке різноманіття однорічних рослин, які складають лише 6,8 % від загальної кількості видів, та дерев, які складають лише 2,4 % флори.
Близько 80 % видів рослин, поширених у фінбоші та реностервельді, є ендеміками. Це вражаюче високий рівень для континентальної флори: подібні показники були зафіксовані лише для таких островів, як Мадагаскар і Нова Зеландія. Значна, хоч і точно невідома кількість цих ендеміків, є локально поширеними видами, ареал яких обмежений територією площею менше 100 км². Більшість ендемічних видів зустрічаються у фінбоші, хоча місцеві ендемічні геофіти є відносно поширеними у реностервельді, в районах з середземноморським кліматом. До цих видів належать представники чотирьох ендемічних родин (Geissolomataceae, Grubbiaceae, Roridulaceae і Stilbaceae) та трьох майже ендемічних родин (Bruniaceae, Lanariaceae і Prioniaceae). В Капському регіоні спостерігається зниження видового ендемізму із заходу на схід.
Вибухове видоутворення, яке спостерігається в багатьох родах рослин, поширених у фінбоші та реностервельді, є об'єктом вивчення багатьох ботаніків. Для пояснення цього явища було запропоновано дві моделі. Перша припускає, що рушійною силою видоутворення є спричинена пожежами мінливість та фрагментація популяцій у поєднанні з едафічною спеціалізацією та низькою мобільністю видів. Друга модель припускає, що фактором, який вплинув на формування високого флористичного різноманіття екорегіону, є запилювачі, особливо комахи. Підтвердженням цього є випадки, коли один запилювач відповідає за запилення багатьох видів рослин. Наприклад, ґедзі (Tabanidae) та мухи-шпилькарки (Nemestrinidae) з довгими хоботками є винятковими запилювачами багатьох родів однодольних рослин, а також ерік (Erica spp.) та пеларгоній (Pelargonium spp.), а метелик Aeropetes tulbaghia є винятковим запилювачем філогенетично різнорідної групи геофітів з червоними квітками, що цвітуть восени.
У низинному та гірському екорегіонах фінбошу та реностервельду зустрічається 1435 видів рослин та 112 видів тварин, занесених до Червоної книги ПАР. Тільки на Капському півострові площею 471 км², де розташоване місто Кейптаун, друге за кількістю населення місто ПАР, в якому живе 4,77 мільйони людей, зустрічається 141 вид рослин та 19 видів тварин, занесених до Червоної книги. У той час, як багато з цих видів знаходяться під загрозою зникнення, оскільки вони займають надзвичайно малі ареали в природних ландшафтах, інші знаходяться під серйозною загрозою, оскільки невеликі залишки їх ареалів знаходяться в межах урбанізованих і сільськогосподарських територій. Останнє особливо стосується екорегіону низинного фінбошу і реностервельду.

## Фауна
В межах екорегіону зустрічається близько 100 видів ссавців та 288 видів птахів. Серед поширених в екорегіоні травоїдних ссавців слід відзначити капського грисбока (Raphicerus melanotis), звичайного дуїкера (Sylvicapra grimmia), звичайну канну (Taurotragus oryx) та рідкісних, майже ендемічних капських гірських зебр (Equus zebra zebra) і бонтебоків (Damaliscus pygargus pygargus). Також в фінбоші та реностервельді регіону зустрічаються ведмежі павіани (Papio ursinus), африканські трубкозуби (Orycteropus afer), капські дамани (Procavia capensis), капські зайці (Lepus capensis), медоїди (Mellivora capensis), капські лисиці (Vulpes chama) та рідкісні африканські леопарди (Panthera pardus pardus), а на морських узбережжях — капські морські котики (Arctocephalus pusillus pusillus). Майже ендемічними представниками екорегіону є миші Верро (Myomyscus verreauxii), капські колючі миші (Acomys subspinosus), капські землекопи (Bathyergus suillus) та фінбошеві златокроти (Amblysomus corriae). Раніше в екорегіоні зустрічалися майже ендемічні блакитні шаблероги (Hippotragus leucophaeus) та квагги (Equus quagga quagga), однак внаслідок надмірного полювання антилопи вимерли до 1800 року, а квагги — у 1850-х роках.
Різноманіття орнітофауни в екорегіоні не дуже велике, тому що структурно однорідна рослинність фінбошу та реностервельду пропонує мало екологічних ніш та мало високоякісної їжі, такої як соковиті фрукти чи великі комахи. Серед поширених в регіоні птахів слід відзначити капського турача (Pternistis capensis), рудокрилого турача (Scleroptila levaillantii), чорну дрохву (Afrotis afra), кафрську дрохву (Neotis denhami), блакитного журавля (Grus paradisea), червоногруду маріку (Cinnyris afer), південну маріку (Cinnyris chalybeus), малахітову нектарку (Nectarinia famosa), капську очеретянку (Sphenoeacus afer), сіроспинну таміку (Cisticola subruficapilla), плямистогруду принію (Prinia maculosa), лучного фірлюка (Mirafra apiata), товстодзьобого вайдага (Euplectes capensis), іржастощокого ткачика (Ploceus capensis) та акацієвого щедрика (Crithagra sulphurata). На морських узбережжях зустрічаються африканські пінгвіни (Spheniscus demersus), африканські кулики-сороки (Haematopus moquini), капські баклани (Phalacrocorax capensis), намібійські баклани (Phalacrocorax coronatus) та берегові баклани (Phalacrocorax neglectus).
Майже ендемічними представниками екорегіону, які також зустрічаються у гірському фінбоші та реностервельді, є капські триперстки (Turnix hottentottus), капські бюльбюлі (Pycnonotus capensis), великі скельники (Chaetops frenatus), буроволі цукролюби (Promerops cafer), рудохвості куцокрили (Cryptillas victorini), капські нектарки (Anthobaphes violacea), світлокрилі щедрики (Crithagra leucoptera) та капські щедрики (Crithagra totta). Ці спеціалісти з фінбошу часто мають гнучку харчову поведінку, що дозволяє їм краще використовувати доступні джерела їжі. Так, капські нектарки зазвичай зустрічаються у низинному фінбоші з осені до весни, де вони харчуються нектаром протеєвих рослин, але влітку, коли на великих висотах цвітуть еріки (Erica spp.), вони мігрують в Капські гори. Приблизно третина птахів, зареєстрованих в екорегіонах фінбошу та реностервельду, не є місцевими мешканцями та жодним чином не використовують ресурси фінбошу. Ці птахи з'явилися тут протягом останніх 100 років, а багато з них — лише за останні 50 років, як результат зміни природного середовища людьми. Вони повністю залежать від змінених природних середовищ.
Капський регіон є домом для 109 видів плазунів, з яких 19 видів (17,4 %) є ендемічними. Особливо вражає високе різноманіття наземних черепах, яких в Південно-Африканській Республіці мешкає більше, ніж у будь-якій іншій країні світу. Незважаючи на відносно низьке різноманіття земноводних (38 видів), вони демонструють високий ендемізм: близько половини з них є ендеміками регіону. Екорегіон також є центром ендемізму для прісноводних риб, поширених у річкових системах Оліфантсу, Бергу, Бріде та Гауріцу.
Безхребетна фауна екорегіону характеризується філогенетичною давністю: багато видів, поширених тут, є реліктами Гондвани. Як приклад можна навести прісноводних ракоподібних (Phreatoicidea, Paramelitidae та унікальних Spelaeogriphus lepidops, що живуть в печерах), косариків (Triaenonychidae), двокрилих (Pachybates, Trichantha, Peringueyomina), великокрильців, вуховерток, цикадок з триби Cephalelini, волохокрильців та різноманітних жуків, зокрема представників роду Colophon з родини рогачів.

## Збереження
Екорегіон низинного фінбошу та реностервельду сильно постраждав від розвитку сільського господарства, поширення інвазивних рослин та урбанізації. Близько 41 % площі низинного фінбошу та 75 % низинного реностервельду були перетворені на сільськогосподарські угіддя. Глобальні зміни клімату, ймовірно, матимуть серйозний негативний вплив на біорізноманіття фінбошу, враховуючи специфічні вимоги багатьох ендемічних рослин до умов навколишнього середовища.
Близько 5,15 % площі екорегіону є заповідними територіями. Природоохоронні території включають: Національний парк Західного узбережжя, Національний парк Агульяс, Національний парк Бонтебок та Природний заповідник Де-Хооп.